# Fossato di Vico
Fossato di Vico je italská obec v provincii Perugia v oblasti Umbrie.
V roce 2012 zde žilo 2 835 obyvatel.

## Sousední obce
Fabriano (AN), Gualdo Tadino, Gubbio, Sigillo

## Vývoj počtu obyvatel
Zdroj: 